# 櫻木梅子
櫻木 梅子（さくらぎ うめこ、1908年8月8日 - 1978年）は、日本の女優である。新漢字での表記は桜木 梅子。出生名は同じ、結婚後の本名は川浪 梅子（かわなみ うめこ）。

## 人物・来歴
1908年（明治41年）8月8日、神奈川県横浜市に生まれる。
高等女学校に進学するも中途退学し、1925年（大正14年）、松竹蒲田撮影所に入社したが、同年6月、京都に移り日活関西撮影所第一部に移籍し、時代劇に転向する。同年7月14日に公開された尾上松之助の主演作『児來也』（監督池田富保）に出演し、満16歳で映画界にデビューした。1927年（昭和2年）8月、尾上多見太郎主演の『剣豪悲節』（監督若山治）に妹お嬌役で出演するが、病気のため降板し、衣川光子が代役を務めて同年8月26日に完成、同年9月24日に公開されている。
1928年（昭和3年）6月、満19歳のときに同社の俳優部に所属するスター俳優桂武男（本名川浪正夫、1906年 - 没年不詳）と結婚し、同社を退社、夫の桂とともにヤマト映画製作所、谷崎十郎プロダクションを経て、牧野省三のマキノ・プロダクションに移籍する。1929年（昭和4年）7月25日には、牧野省三が亡くなり、同年9月にマキノ正博を核とした新体制が発表になると、櫻木は、マキノ智子、松浦築枝、岡島艶子、大林梅子、生野初子、河上君栄、三保松子、泉清子、都賀静子、北岡よし江、住乃江田鶴子、別所ます江らとともに「俳優部女優」に名を連ねた。その後、新体制下のマキノ・プロダクションは財政が悪化し、1930年（昭和5年）12月、賃金未払いが発生してストライキが起き、翌1931年（昭和6年）1月、製作が再開されたが、櫻木は、同社の解散時まで所属し、同年1月22日に公開された『人形になった女』（監督人見吉之助）が同社での最後の作品となった。
マキノ退社後は、赤沢映画（赤沢キネマ）を経て、阪東妻三郎プロダクションに入社、多く阪東妻三郎の相手役を務めた。1936年（昭和11年）には、日活に復帰、太秦発声映画や日活京都撮影所が製作を本格化したトーキーに出演した。1937年（昭和12年）には、前年に阪東妻三郎プロダクションを解散した阪東妻三郎、同じく同年4月にマキノトーキー製作所を解散したマキノ正博が同社に合流、同年7月14日・8月11日にそれぞれ公開された阪東の主演作『恋山彦 風雲の巻』『恋山彦 怒濤の巻』（監督マキノ正博）に櫻木も出演している。満29歳になった同年10月14日に公開された『水戸黄門廻国記』（監督池田富保）に出演したのを最後に、翌1938年（昭和13年）に同社を退社した。以降の消息は不明とされていたが、2002年（平成14年）3月25日に発行された『日本映画興亡史Ⅱ 日活時代劇』（ワイズ出版）櫻木の項にて、1978年（昭和53年）に死去したという旨が記されている。満69-70歳没。

## フィルモグラフィ

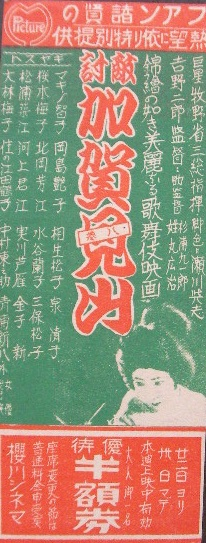
『敵討加賀見山』（1929年）公開時のチラシ、「桜木梅子」の名が確認できる。図柄はマキノ智子。

クレジットはすべて「出演」である。公開日の右側には役名、および東京国立近代美術館フィルムセンター（NFC）、マツダ映画社所蔵等の上映用プリントの現存状況についても記す。同センターなどに所蔵されていないものは、とくに1940年代以前の作品についてはほぼ現存しないフィルムである。資料によってタイトルの異なるものは併記した。

### 日活大将軍撮影所
特筆以外すべて製作は「日活大将軍撮影所」、配給は「日活」、すべてサイレント映画である。
- 『児來也』 : 監督池田富保、製作日活関西撮影所第一部、1925年7月14日公開 - 小西の息女小菊姫
- 『義刃』 : 監督築山光吉、1925年10月13日公開
- 『炬火を翳して』 : 監督辻吉郎、1925年10月23日公開
- 『荒木又右衛門』 : 監督池田富保、1925年11月1日公開 - 町の娘お八重
- 『愛国の血刃』 : 監督高橋寿康、1925年11月12日公開 - 孫娘お君
- 『祐天吉松』 : 監督中山呑海、1925年12月25日公開
- 『丸橋忠弥』[5][6]（『丸橋忠彌』[8]） : 監督中山呑海、1925年12月31日公開 - 弓師藤四郎娘しづ
- 『国定忠次』（『赤城颪 国定忠次』[8]『国定忠治』[6]） : 監督池田富保、製作日活・尾上プロダクション、1925年12月31日公開 - 娘お清
- 『恐魂』（『奇遇』） : 監督古海卓二、製作第一線映画連盟・タカマツプロダクション、1926年製作・公開
- 『梁川庄八』 : 監督中山呑海、1926年3月12日公開 - 孝女・おかつ
- 『実録忠臣蔵 天の巻 地の巻 人の巻』 : 監督池田富保、1926年4月1日公開 - 瑤泉院
- 『忍術一夜大名』 : 監督高橋寿康、1926年5月13日公開 - 美人娘おこよ
- 『姫小姓弥源太』 : 監督中山呑海、1926年6月8日公開 - 腰元咲野
- 『剣は怒る』（『悪魔の跳躍』改題[8]） : 監督辻吉郎、1925年製作・1926年6月20日公開 - 娘玉緒
- 『義に鳴る虎徹』 : 監督辻吉郎、1926年7月1日公開 - 妹絹江
- 『侠骨三日月 前篇』 : 監督池田富保、製作日活・尾上プロダクション、1926年7月14日公開 - 白須園江
- 『塩原多助』 : 監督若山治、1926年7月30日公開 - 娘・おせい
- 『修羅八荒 第四篇、第五篇、最終篇』 : 監督辻吉郎、1926年8月29日公開 - 恵之助妹お蘭
- 『海賊の血』 : 監督波多野安正、1926年9月8日公開 - その娘照江
- 『新作膝栗毛』 : 監督中山呑海、1926年9月12日公開 - 妹早苗
- 『月形半平太』 : 監督高橋寿康、1926年9月30日公開 - 舞妓歌菊
- 『水戸黄門』 : 監督池田富保、1926年10月15日公開 - 岩神時江
- 『照る日くもる日 第一篇』 : 監督高橋寿康、1926年11月15日公開 - 娘妙
- 『修羅王 前後篇』 : 監督池田富保、1926年12月31日公開 - 芸者花江
- 『大義』[5][8]（『大葬』[6]） : 監督波多野安正、1927年1月8日公開 - 梅谷志津江
- 『照る日くもる日 第二篇』 : 監督高橋寿康、1927年1月8日公開 - 娘妙
- 『千葉周作』 : 監督辻吉郎、1927年1月14日公開 - 周作妹・おきよ
- 『猛焔』 : 監督波多野安正、1927年1月14日公開 - 娘おその
- 『照る日くもる日 第三篇』 : 監督高橋寿康、1927年3月1日公開 - 娘妙
- 『恩讐の血煙』[5][6]（『恩讐の血煙り』[8]） : 監督吉本清寿、1927年3月23日公開 - その娘お澤
- 『妙法院勘八 前篇』 : 監督辻吉郎、1927年4月1日公開 - その娘・菖蒲
- 『妙法院勘八 後篇』 : 監督辻吉郎、1927年4月18日公開 - その娘・菖蒲
- 『大久保彦左衛門』 : 監督池田富保、1927年4月15日公開 - お雪
- 『照る日くもる日 第四篇』 : 監督高橋寿康、1927年6月5日公開 - 娘妙
- 『辰巳嵐』 : 監督波多野安正、1927年6月15日公開
- 『照る日くもる日 最終篇』 : 監督高橋寿康、1927年7月1日公開 - 娘妙
- 『狐火』 : 監督清瀬英次郎、1927年7月8日公開 - 小島お妙
- 『地雷火組 第一篇』 : 監督池田富保、1927年7月14日公開 - 城戸娘夏絵、総集篇が31分尺で現存（NFC所蔵[9]）
- 『地雷火組 第二篇』 : 監督池田富保、1927年7月22日公開 - 城戸娘夏絵、同上[9]
- 『討たれぬ仇』[6][8]（『討れぬ仇』[5]） : 監督若山治、1927年7月31日公開 - 娘幸江
- 『孝行駕』[6][8]（『孝行賀』[5]） : 監督清瀬英次郎、1927年8月24日公開 - その許婚お銀
- 『増補改訂忠臣蔵 天の巻 地の巻 人の巻』 : 監督池田富保、1927年9月1日公開 - 瑤泉院

### 日活太秦撮影所
すべて製作は「日活太秦撮影所」、配給は「日活」、すべてサイレント映画である。
- 『剣豪悲節』 : 監督若山治、1927年9月24日公開 - 妹お嬌（病気降板して代役衣川光子）
- 『建国史 尊王攘夷』 : 監督池田富保、1927年10月1日公開 - 芸妓君香、『尊王攘夷』題・120分尺で現存（日本名作劇場DVD）
- 『神文』 : 監督辻吉郎、1927年10月21日公開 - 其妻楓の方
- 『剣と恋』 : 監督志波西果、1927年10月28日公開 - その妹百合江
- 『仇討走馬燈』 : 監督伊藤大輔、1927年11月18日公開 - 娘・三重
- 『槍供養』 : 監督辻吉郎、1927年12月1日公開 - 市助の恋人お久、17分尺で現存（NFC所蔵[9] / マツダ映画社蔵[13]）
- 『紀雲乱舞』 : 監督清瀬英次郎、1927年製作・公開
- 『妙法院勘八 第一篇・第二篇』 : 監督辻吉郎、1927年製作・公開 - 娘菖蒲
- 『弥次㐂多 尊王の巻』 : 監督池田富保、1927年12月31日公開 - お里、12分尺で現存（マツダ映画社蔵[13]）
- 『叛旗』 : 監督志波西果、1928年1月7日公開
- 『阪本竜馬』[5][6]（『坂本龍馬』[8]） : 監督清瀬英次郎、1928年1月7日公開 - 娘・光子
- 『弥次㐂多 韋駄天の巻』 : 監督池田富保、1928年1月14日公開 - お里
- 『怨讐の旅へ』 : 監督辻吉郎、1928年1月21日公開 - 小夜
- 『弥次㐂多 伏見鳥羽の巻』 : 監督池田富保、1928年2月1日公開 - お里、8分尺で現存（マツダ映画社蔵[13]）
- 『喧嘩の極意』 : 監督中山呑海、1928年2月9日公開
- 『兄弟?』 : 監督高橋寿康、1928年2月9日公開
- 『紅雪乱舞』 : 監督清瀬英次郎、1928年3月25日公開
- 『続水戸黄門』 : 監督池田富保、1928年4月15日公開 - 花売娘おみつ、24分尺で現存（マツダ映画社蔵[13]）
- 『銀の蝙蝠』 : 監督清瀬英次郎、1928年6月29日公開 - 俊作妹・お園

### マキノプロダクション御室撮影所
すべて製作は「マキノプロダクション御室撮影所」、配給は「マキノ・プロダクション」、すべてサイレント映画である。
- 『剣龍之助』 : 監督大森敬典、製作谷崎十郎プロダクション、配給マキノプロダクション、1928年8月4日公開
- 『つづれ烏羽玉 第一篇』[5]（『つづれ烏羽玉 前篇』[6]） : 監督稲葉蛟児、1928年11月1日公開 - 女盗 人魚のお蔦
- 『つづれ烏羽玉 後篇』 : 監督稲葉蛟児、1928年11月18日公開
- 『人形使ひ』 : 監督大森敬典、1928年12月5日公開
- 『敵討加賀見山』（『加賀見山』[6]） : 監督吉野二郎、1929年1月25日公開 - 中老尾上
- 『水戸黄門 東海道篇』（『水戸黄門』[6]） : 総指揮マキノ省三、監督中島宝三、1929年2月1日公開 - 出羽守愛妾お玉
- 『大化新政』 : 総監督マキノ省三、監督補助二川文太郎・稲葉蛟児・金森万象・マキノ正博・松田定次・中島宝三・押本七之助・吉野二郎、1929年3月1日公開 - 森田麿妻美汐
- 『豊大閤 足軽篇』 : 総指揮マキノ省三、監督中島宝三、1929年3月21日公開 - おきく
- 『異説 清水一角』（『清水一角』[6]） : 監督二川文太郎、1929年3月31日公開 - 津哉
- 『女定九郎』 : 監督吉野二郎、1929年4月14日公開 - 妹お澪
- 『剣侠乱舞 前篇』 : 監督中島宝三、1929年4月26日公開
- 『女人復讐 関の小万』（『女人復讐』[6]） : 監督人見吉之助、1929年5月3日公開
- 『後の水戸黄門』 : 監督中島宝三、1929年5月17日公開 - お玉の方
- 『剣侠乱舞 後篇』 : 監督中島宝三、1929年5月31日公開
- 『毛綱』 : 監督吉野二郎、1929年7月1日公開
- 『怪異千姫狂乱』（『千姫狂乱』[6]） : 監督中島宝三、1929年7月5日公開 - 天樹院千姫
- 『夜討曽我』 : 監督並木鏡太郎、1929年8月1日公開
- 『無理矢理三千石』 : 監督松田定次、1929年8月1日公開
- 『筑波嵐』（『筑波颪』[6]） : 監督勝見正義、1929年8月30日公開
- 『首の座』 : 監督マキノ正博、1929年9月20日公開
- 『西南戦争』 : 総指揮マキノ省三、監督中島宝三、1929年10月4日公開 - おむら
- 『怪談道中双六』 : 監督押本七之輔（押本七之助）、1929年10月24日公開 - 田舎娘お八重
- 『盗まれた大九郎』 : 監督松田定次、1929年11月15日公開
- 『奴浪人』 : 監督中島宝三、1929年11月22日公開 - 堀部の娘
- 『四谷六法 白柄組』（『白柄組』[6]） : 監督中島宝三、1929年12月31日公開
- 『松竹梅女三勇士』 : 監督中島宝三、1930年1月10日公開
- 『風雲児』 : 監督金森万象、1930年1月24日公開
- 『祇園小唄絵日傘 第一話 舞の袖』（『絵日傘 第一話 舞ひの袖』[6]） : 監督金森万象、1930年2月28日公開 - 舞妓千賀勇、『絵日傘 第一話 舞ひの袖』題・53分尺で現存（NFC所蔵[14]）
- 『日本巌窟王 前篇』 : 監督中島宝三、1930年3月14日公開 - お静（長次の恋人）
- 『日本巌窟王 後篇』 : 監督中島宝三、1930年4月4日公開 - お静（長次の恋人）
- 『本朝野士縁起 第一篇』 : 監督中島宝三、1930年5月1日公開 - 千田の娘千鳥
- 『呑福大恋愛』（『至福大恋戦』[6]） : 監督二川文太郎、1930年5月8日公開
- 『吉原百人斬』 : 総指揮マキノ省三、監督中島宝三、1930年6月6日公開 - 許婚お菊
- 『熊本城非常警砲』 : 監督中島宝三、1930年7月1日公開
- 『近世毒婦伝 明治五人女』（『明治五人女』[6]） : 監督吉野二郎、1930年7月6日公開
- 『祐天吉松』 : 監督吉野二郎、1930年8月22日公開 - 丹波屋 娘お絹
- 『スタヂオ殺人事件』 : 指導阪田重則、監督水上譲太郎、1930年8月29日公開 - お露
- 『恋寝刃 伊勢音頭』 : 監督勝見正義、1930年8月29日公開 - お岸
- 『野狐三次』 : 監督吉野二郎、1930年9月12日公開
- 『紅燈一代女』 : 監督久保為義・根岸東一郎・マキノ正博、1930年9月20日公開
- 『須磨の仇浪』 : 監督三上良二、1930年10月3日公開 - 梅香
- 『侠骨日記』 : 監督三上良二、1930年10月17日公開
- 『鬼薊就縛』 : 監督根岸東一郎、1930年11月7日公開 - 妻お玉・柳橋の小糸（二役）、84分尺で現存（NFC所蔵[9]）
- 『嵐山小唄 しぐれ茶屋』 : 監督金森万象、1930年11月21日公開
- 『破恋痴外道』 : 監督二川文太郎、1930年12月5日公開
- 『里見八剣伝』（『南総里見八剣伝』[6]） : 監督吉野二郎、1931年1月5日公開 - 娘お澄
- 『真田十勇士』（『真田十勇士 第一篇』[6]） : 監督金森万象・稲葉蛟児・滝沢英輔・三上良二・久保為義、1931年1月15日公開
- 『人形になった女』 : 監督人見吉之助、1931年1月22日公開

### 赤沢映画
すべてサイレント映画である。
- 『阿波の鳴門』 : 監督吉野二郎、製作・配給赤沢映画、1931年製作・公開
- 『頼母子権兵衛』 : 監督吉野二郎、製作・配給赤沢キネマ、1932年1月5日公開

### 阪東妻三郎プロダクション
特筆以外すべて製作は「阪東妻三郎プロダクション」、配給は「新興キネマ」、特筆以外すべてサイレント映画である。
- 『情熱地獄』 : 監督東隆史、1932年11月1日公開 - その妻お妙・千浪（二役）
- 『変幻七分賽 前篇』 : 監督古海卓二、1932年12月1日公開 - その妹お千代
- 『変幻七分賽 後篇』 : 監督古海卓二、1932年12月15日公開 - その妹お千代
- 『お好み安兵衛 花婿の巻』 : 監督東隆史、1932年12月31日公開 - 娘妙
- 『新門辰五郎 大江戸闇の炎』（『大江戸闇の炎 新門辰五郎血染の纒』[6]） : 監督東隆史、1933年2月17日公開 - 小芳
- 『江戸城心中 前篇』 : 監督東隆史、1933年4月1日公開 - 庄屋の娘お八重
- 『江戸城心中 後篇』 : 監督東隆史、1933年4月13日公開 - 庄屋の娘お八重
- 『燃える富士 東海散華の巻』 : 監督東隆史、1933年6月1日公開 - お種、『燃える富士 東海散華の卷』題で1分尺の断片が現存（NFC所蔵[9]）
- 『埋蔵金三万両』 : 監督古海卓二、1933年8月15日公開 - 山窩の娘お紺
- 『燃える富士 王道戦花の巻』 : 監督宇沢義之、1933年9月14日公開 - お種
- 『新釈清水一角 浪人祭』（『清水一角 浪人祭』[6]） : 監督東隆史、1933年10月15日公開 - 一角の妹秋江
- 『燃える富士 修羅暁闇の巻』 : 監督宇沢義之、1933年11月1日公開 - お種
- 『鉄血団快挙録 暁の日本』[5][6]（『暁の日本 鉄血団快挙録』[6]） : 監督東隆史、1933年12月14日公開 - 小菊
- 『快侠 河内山宗俊 豪胆篇』（『快侠 河内山宗俊』[6]） : 監督岡山俊太郎（阪東妻三郎）、1933年12月31日公開 - 吉原大口楼の遊女三千歳
- 『文政剣花陣 野狐三次』（『野狐三次 文政剣花陣』[7]） : 監督東隆史、1934年1月14日公開 - おいと
- 『天狗の安』 : 監督山口哲平、1934年3月1日公開 - 三之助の女房お八重
- 『青年』 : 監督長尾史録、1934年3月29日公開 - かな蝶
- 『雲霞閻魔帳 前篇 春秋緑林篇』 : 監督山口哲平、1934年5月3日公開 - 芸妓鶴松
- 『雲霞閻魔帳 後篇 流星』 : 監督晩孔秀、1934年6月14日公開 - 芸妓鶴松
- 『血吹雪伊勢音頭』 : 監督長尾史録、1934年7月12日公開 - 油屋のお紺
- 『野火の兄弟』 : 監督長尾史録、1934年10月4日公開 - 師匠沢花
- 『阿弥蛇時雨』 : 監督長尾史録、1934年11月23日公開 - 妾
- 『剣聖千葉周作』（『聖剣 千葉周作』[6]） : 監督山口哲平、1934年12月9日公開 - 柳橋の芸妓お千香
- 『勤王党』 : 監督長尾史録、サウンド版、1934年12月31日公開 - 姉お美智
- 『彦左と九馬』 : 監督長尾史録、サウンド版、1935年1月20日公開 - お粂
- 『新納鶴千代』 : 監督伊藤大輔、製作新興キネマ京都撮影所、配給新興キネマ、トーキー、1935年10月15日公開 - 芸者〆香

### 日活京都撮影所
特筆以外すべて製作は「日活京都撮影所」、配給は「日活」、特筆以外すべてトーキーである。
- 『新曲五郎正宗』 : 監督池田富保、製作日活・太秦発声映画、配給日活、1936年2月6日公開 - 尾花屋お縫
- 『織部数馬』 : 監督志波西果、サウンド版、1936年2月13日公開 - 女隠密・お藤
- 『馬追ひ人生 上州篇』 : 監督池田富保、製作太秦発声映画、配給日活、1936年5月14日公開 - 娘お慶
- 『江戸囃男祭 魔風篇』 : 監督辻吉朗（辻吉郎）、製作日活・太秦発声映画、配給日活、1936年6月4日公開 - お歌
- 『銀之丞異変 前篇』 : 監督久見田喬二、サウンド版、1936年6月11日公開 - お葉
- 『銀之丞異変 解決篇』 : 監督久見田喬二、サウンド版、1936年7月24日公開 - お葉
- 『お祭り佐七』（『お祭佐七』[8]） : 監督池田富保、1936年9月1日公開 - 芸者蔦吉
- 『栗山大膳』 : 監督池田富保、1936年11月12日公開 - 五十嵐の局
- 『大岡政談 海賊船』 : 監督益田晴夫、1937年2月11日公開 - 湯女おらく
- 『大岡政談 呪文字』 : 監督益田晴夫、1937年3月11日公開 - 南蛮お辰
- 『極楽三度笠』 : 監督尾崎純・石橋清一、1937年5月6日公開 - 馳落者の女（駈落者の女[8]）
- 『唐人お吉 黒船情話』 : 監督池田富保、原作十一谷義三郎、1937年6月17日公開 - お福
- 『恋山彦 風雲の巻』（『恋山彦 前篇 風雲の巻』[8]） : 監督マキノ正博、1937年7月14日公開 - 大全の妻楓、総集篇が103分尺で現存（NFC所蔵[15]）
- 『恋山彦 怒濤の巻』（『恋山彦 後篇 怒涛の巻』[8]） : 監督マキノ正博、1937年8月11日公開 - 大全の妻楓、同上[15]
- 『水戸黄門廻国記』 : 監督池田富保、1937年10月14日公開 - お清、27分尺で現存（マツダ映画社蔵[13]）